# Лейдердорп

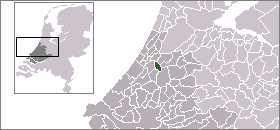
Расположение общины Лейдердорп на карте Нидерландов

Лейдердорп (нидерл. Leiderdorp) — город и община в провинции Южная Голландия (Нидерланды).

## История
История Лейдердорпа восходит к античным временам. Во времена Древнего Рима здесь находилось римское укрепление Ромбюрг. Позднее, в каролингские времена, эти места были слабо заселены. Хроники X века пишут о наличии здесь округов Первый Лейтон, Второй Лейтон и Третий Лейтон, вместе называемые «Холтлант» (откуда и пошло слово «Голландия»). От названия «Лейтон» пошли названия «Лейден» и «Лейдердорп».
Изначально в Лейдердорп входила вся территория вокруг Лейденского замка, однако с XII века начался рост территории Лейдена за счёт Лейдердорпа. В средние века в Лейдердорпе существовал ряд замков, ныне исчезнувших. В XIV веке здесь появился монастырь, игравший важную роль в местной жизни.
Во время испанской осады Лейдена, завершившейся в 1574 году, в Лейдердорпе находилась штаб-квартира испанского командующего. После победы Нидерландской революции монастырь был ликвидирован.
Когда после Французской революции Нидерланды оказались под французским владычеством, и по всей стране были образованы муниципалитеты на французский манер, то был создан и Лейдердорпский муниципалитет, однако, фактически, в жизни общины мало что поменялось. Рост города начался лишь в XX веке.